# Affaire des Pandurs
L’affaire des Pandurs est une affaire de corruption dévoilée en février 2010 par le journal tchèque Mladá Fronta Dnes. Selon les journalistes, les deux partis principaux tchèques (l’ODS conservateur et le CSSD socio-démocrate) auraient reçu des pots-de-vin de la part de l’entreprise Steyr, fabricant des blindés Pandur.